# La Bordeta (Lleida)
|  | Per a altres significats, vegeu «La Bordeta». |

La Bordeta és un barri de la ciutat de Lleida, situat al marge esquerre del riu Segre.

## Etimologia
El nom del barri prové de l'hostal homònim que es va construir l'any 1787 on avui dia existeix el centre del barri. Abans del 1787, la Bordeta s'anomenava Vilanova de l'Horta, Vilanova de Fontanet (degut a la séquia de Fontanet que passava per l'indret), o més habitualment, Vilanoveta.

## Geografia
La Bordeta té una extensió aproximada de 2 quilòmetres quadrats i és delimitat pel canal de Seròs al nord, l'avinguda de Barcelona i LL-11 a l'oest, la via ferroviària a l'est i la carretera C-13 al sud.
La Bordeta limita amb Cappont i els Magraners, barris amb els quals forma l'entramat urbà de Lleida al marge esquerre del riu Segre.

## Història
Aquest barri es va formar poc després de la conquesta de Lleida (1149), sota la denominació de Vilanova de l'Horta, Vilanova de Fontanet, o més habitualment, Vilanoveta. La zona on va néixer aquest nucli urbà és un petit illot de secà de l'horta de Lleida, al marge esquerre del Segre, d'on partien els camins a Barcelona, a Tarragona i a Tortosa. Durant el setge de Lleida per part de les tropes de Felip IV de Castella (1646) es despoblà, però, els molins continuaren funcionant i al seu voltant sorgí un hostal (1787) que donà nom al nou raval, la Bordeta. Avançada la centúria següent s'anà poblant de cases de pagès i torres d'esplai. A principis del segle xx va esdevenir zona residencial de bona part de la burgesia de la ciutat, amb multitud de magnífiques torres, algunes d'estil modernista, que dissortadament van desaparèixer en el decurs de la segona meitat del segle. Després de la Guerra Civil, el barri va créixer desmesuradament degut a les migracions que van arribar a Catalunya procedents d'altres punts de l'estat espanyol. Actualment, i des de la dècada de 1990, és un dels barris emergents de la ciutat pel que fa al creixement urbanístic i demogràfic.

## Activitats culturals i esportives
Les festes majors del barri, en honor del patró, sant Jaume, se celebren el cap de setmana abans o després de la festivitat del sant el 25 juliol.
L'equip local de futbol, la Unió Esportiva Bordeta, va ser fundat l'any 1961 per Josep Antoni Casas, i compta amb un camp de gespa artificial i un altre de terra. Tot i que l'equip amateur va arribar a jugar a Preferent, va desaparèixer l'any 2005 i ara el club es dedica únicament a la formació de jugadors, des.
Al pavelló de La Bordeta ha jugat com a local l'equip d'hoquei sobre patins de la ciutat, el Club Esportiu Lleida Llista Blava, actualment a l'OK Lliga.

## Equipaments
La Bordeta compta amb tres col·legis públics que imparteixen fins a primària; el CEIP Joan Maragall, el CEIP Enric Farreny i el CEIP Parc de l'Aigua, i un col·legi concertat que imparteix fins a secundària, El Carme (CTSJ). El barri també compta amb dues escoles bressol municipals, i un institut de batxillerat, l'INS Maria Rúbies
L'any 1992 es va construir el recinte de les piscines municipals, de 4.085 metres quadrats i amb un aforament de 350 persones. En matèria de salut el barri compta amb un centre d'atenció primària, CAP Bordeta-Magraners, que com indica el nom també dona servei al barri veí dels Magraners.
Un dels edificis emblemàtics del barri, que va ser rehabilitat, és el Molí de Sant Anastasi, o de Vilanoveta. Aquest antic molí fariner que té els seus orígens al segle xiii funcionava gràcies a la séquia de Fontanet, que li proporcionava força per a moure les rodes que s'utilitzaven per moldre cereals.
La Bordeta compta, també, amb les instal·lacions esportives del Sícoris Club. Aquestes instal·lacions consten d'un camp de gespa natural amb pista d'atletisme, piscina coberta, pavelló i pistes de tennis, entre altres equipaments.

## Comunicacions
La Bordeta té uns bons accessos viaris; es comunica amb el barri de Cappont i la N-2 gràcies a l'avinguda de les Garrigues i el carrer de Miquel Batllori, amb el municipi veí d'Albatàrrec per l'avinguda de Flix i amb Artesa de Lleida per l'avinguda d'Artesa, avingudes que menen a la C-13, la circumval·lació Sud de Lleida. També es comunica amb el barri dels Magraners pel carrer Palauet, on el 2012 s'estrenà un vial, seguint l'antic traçat del Camí de Picos, amb un carril per sentit i que uneix el carrer Palauet (la Bordeta) i la LL-11 a Lleida (Cappont).
El barri disposa de dues línies pròpies de bus urbà; la L6, que connecta el barri amb el centre de la ciutat i l'Hospital Universitari Arnau de Vilanova, i la L7, que el connecta amb els barris dels Magraners i el Secà. A més, la línia L9 (Polígons) hi té parades.

## Fills i filles il·lustres de la Bordeta
- Joan Oró i Florensa (Lleida, 1923 - Barcelona, 2004), bioquímic[6]